# Новиково (Белгородская область)
Новиково — село в Старооскольском городском округе Белгородской области, входящее в состав Обуховской сельской территории. Расстояние до Старого Оскола составляет 20 км.

## История
В XVII веке Оскольский уезд делился на пять станов. Село Новиково принадлежало Чуфичевскому стану. В XVII веке это была деревня на левом берегу реки Оскол, напротив деревни Великий Перевоз. Название получило по фамилии помещика Новикова.
В селе Новиково в XIX веке было 42 двора, 346 жителей, церковь, приходская школа, хлебозапасный магазин.
По документам российской переписи 1885 года относилось к Старооскольскому уезду Казачанской волости. Тогда же село Новиково насчитывало 44 двора и 348 жителей.
С июля 1928 года находится в Старооскольском районе и является центром Новиковского сельсовета, в который входили деревни Новиково 1-е и Новиково 2-е, а также деревня Кобылино и хутора Калинин и Сумароков.
С 1950-х гг. Новиково — в Обуховском сельсовете Старооскольского района.
В январе 1979 года в селе было 127 жителей, через десять лет осталось 78. В 1997 году в Новиково насчитывалось 25 домовладений и 80 жителей.

## Население
| 2002 | 2010 |
| ---- | ---- |
| 56   | ↘51  |